# Feliz Navidad ¡¡cabrones!!
Feliz Navidad ¡¡Cabrones!! es el primer sencillo de Mägo de Oz y del álbum La leyenda de la Mancha. Este fue entregado como regalo junto a las entradas para la presentación del disco La leyenda de la mancha en la sala La Riviera, el 15 de enero de 1999. De este sencillo, sólo se editaron 3000 copias.
Las canciones incluidas pertenecen al disco La leyenda de La Mancha, en versión acústica y con algunas variaciones en las letras. Además en el tema Maritornes, es renombrado como Mari Tormes.

## Lista de canciones
| CD  |                                        |          |  |
| N.º | Título                                 | Duración |  |
| 1.  | «Molinos de Viento (versión acústica)» | 5:04     |  |
| 2.  | «Mari Tormes (versión acústica)»       | 4:45     |  |